# Бібліотечний каталог

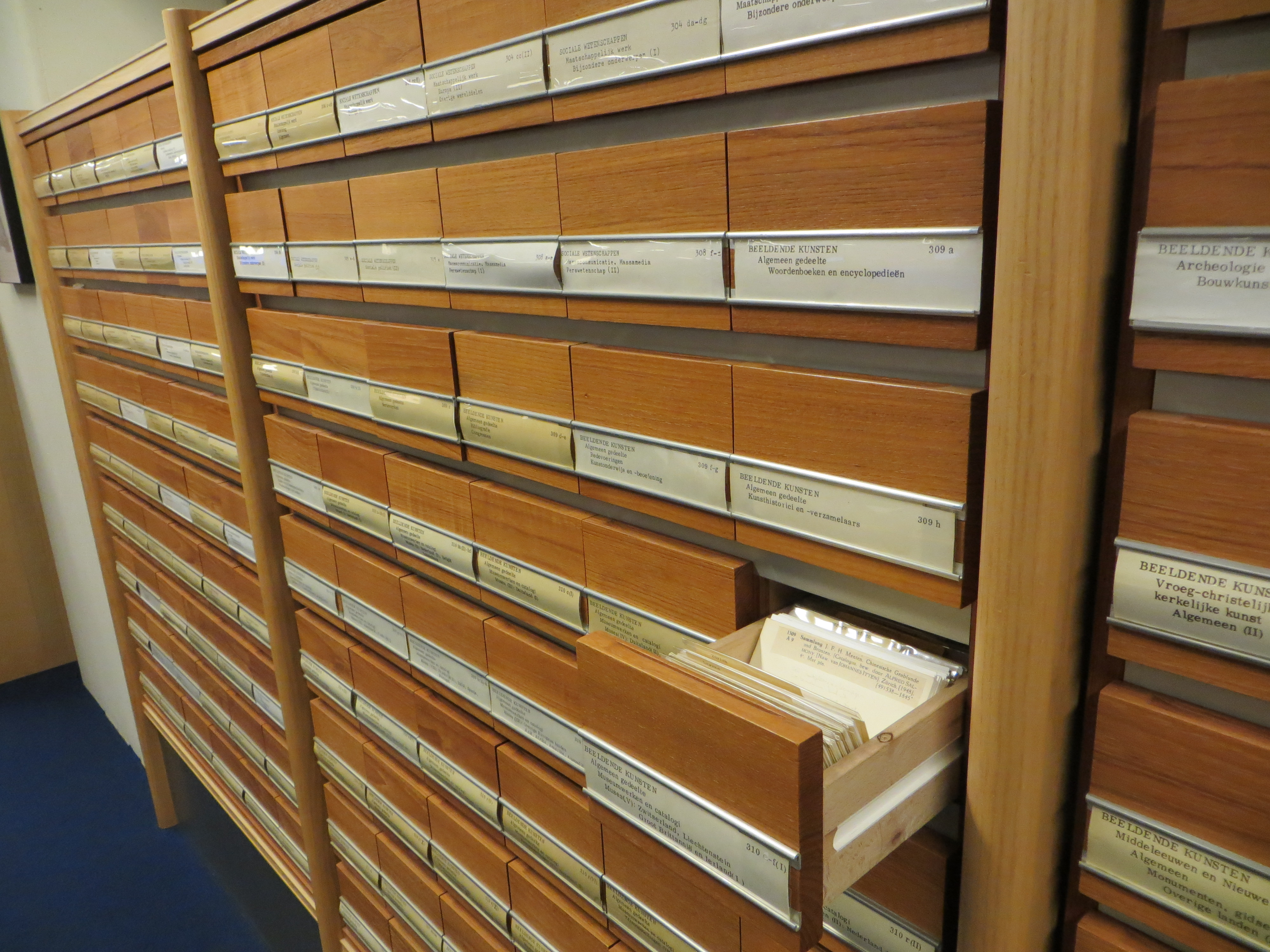
Законсервований каталог Королівської бібліотеки Нідерландів

Бібліоте́чний катало́г — сукупність розміщених за певними правилами бібліографічних записів на документи, що розкривають склад і зміст фонду бібліотеки або інформаційного центру. Старі бібліотечні каталоги створювалися на паперових карточках, які розміщувалися у дерев’яних скриньках. Сучасні каталоги формуються за допомогою комп’ютерів на електронних носіях.
Каталоги складаються з карток, що містять відомості про книги, журнали й інші друковані матеріали. Залежно від способу групування карток каталоги бувають: абетковий, систематичний, предметний.
У раціонально організованій системі кожний з каталогів розкриває фонд у певному аспекті. Каталоги не дублюють один одного, а доповнюють. Всі каталоги становлять єдине ціле. Створенню каталогів передує бібліографічний опис джерела.

## Типи каталогів

### Абетковий каталог

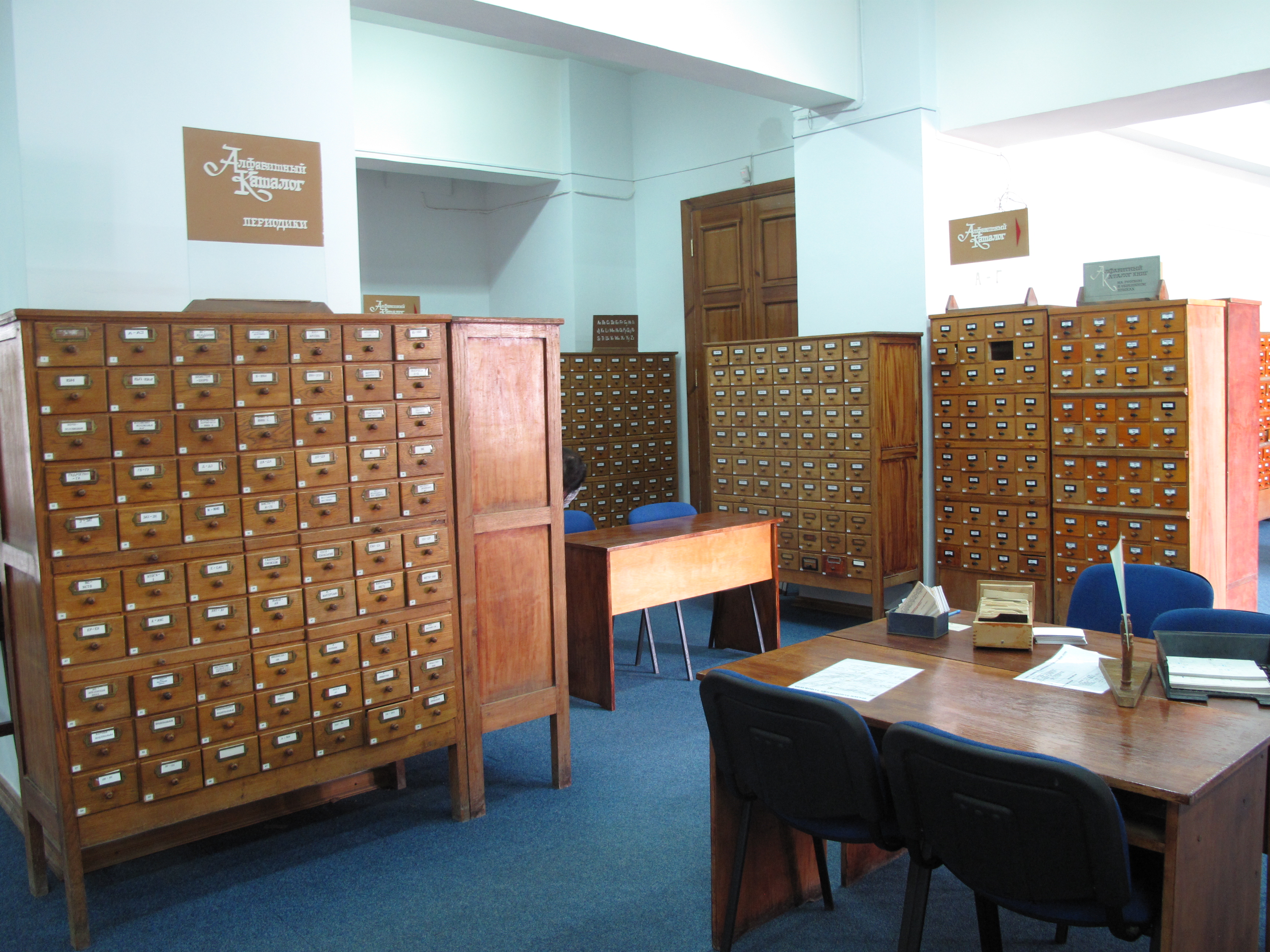
Абетковий каталог у бібліотеці Харківського університету

Бібліотечний каталог, у якому картки розташовуються за абеткою прізвищ авторів або назв книг та інших документів. Абетковий каталог дозволяє користувачеві дізнатися чи є у бібліотеці книга, якщо відомі автор або її назва, які твори певного автора наявні у бібліотеці, уточнити рік видання книги, її об'єм, видавництво, одержати відомості про мову тощо.
Для швидкого знаходження книг в абетковому каталозі використовують основні правила пошуку: якщо книга має одного автора, то її треба шукати по прізвищу автора; картку на книгу двох або трьох авторів за прізвищем першого автора; книги чотирьох і більше авторів потрібно шукати по назві книги. У такий спосіб знаходять книги, що не мають автора; книги за редакцією потрібно шукати за абеткою назви книги; законодавчі, офіційно-документальні матеріали, а також видання установ та організацій варто шукати в абетковому порядку за найменуванням організації, що видала їх.

#### Генеральний службовий абетковий каталог
Каталог, в якому бібліографічні записи, розташовані в абетковому порядку, відображають як основні фонди, так і фонди всіх підрозділів і філій бібліотеки з максимальною повнотою, призначений для працівників бібліотеки. Основна картка цього каталогу містить відомості про всі документи, що представляє цей документ в системі каталогів бібліотеки, про місцезнаходження всіх примірників документа у бібліотечному фонді.

#### Читацький абетковий каталог

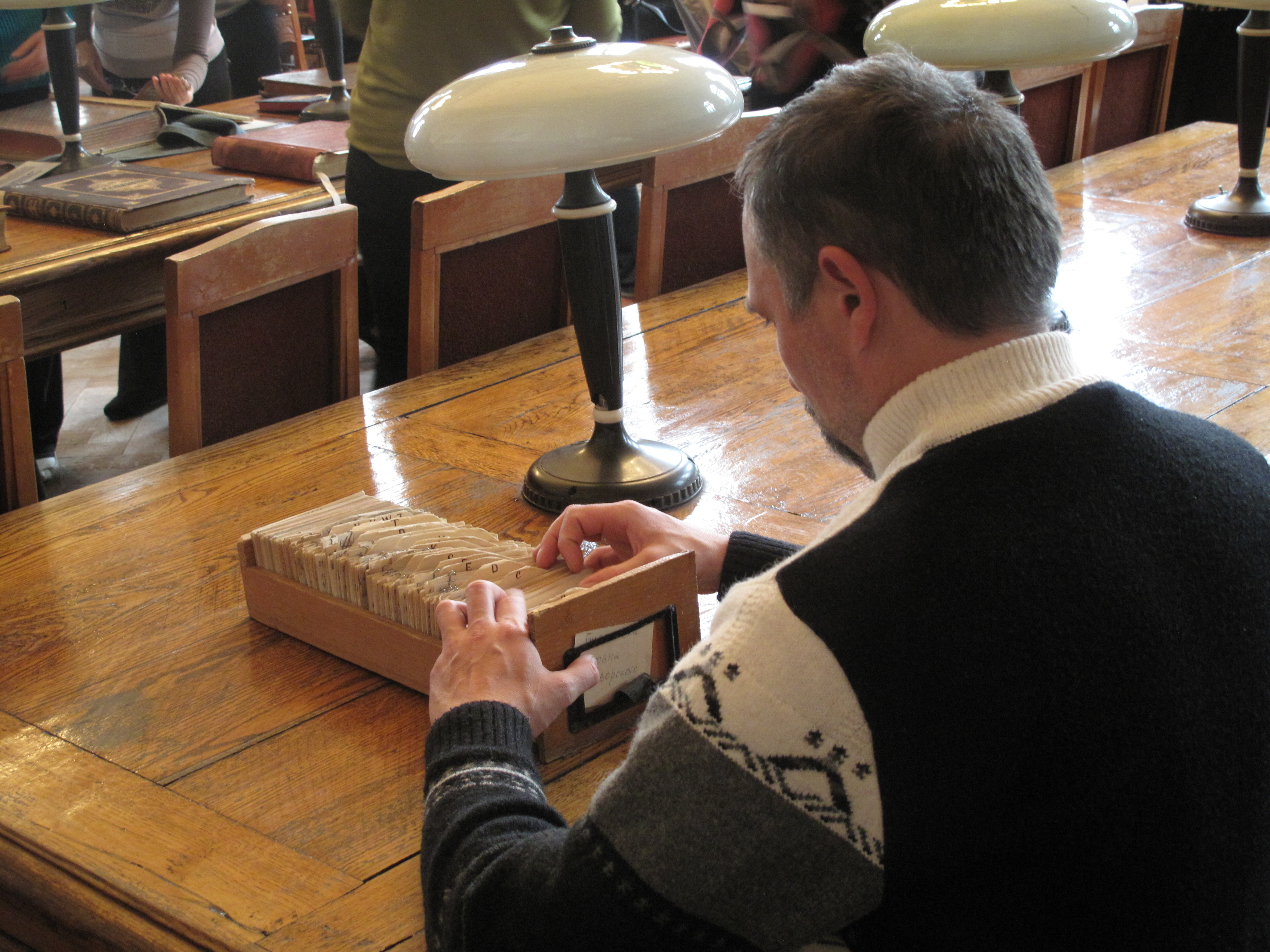
Процес роботи з картковим каталогом

Каталог, в якому бібліографічні записи розташовуються за абеткою прізвищ індивідуальних авторів, назв колективних авторів або документів, наданий у розпорядження користувачів бібліотеки.

### Систематичний каталог
Бібліотечний каталог, у якому описи документів розташовуються по галузях знання відповідно до певної системи класифікації. Матеріал розташовується в логічній послідовності від загального до часткового. Тому пошук літератури у систематичному каталозі є багатоступінчастим: спочатку потрібна галузь знання, потім часткове питання, а потім джерело. До систематичного каталогу звертаються для:
- підбору літератури по певному питанню, темі, галузі знання;
- пошуку книги, якщо невідомі точний заголовок або прізвище автора.

Бібліографічні описи розташовуються в систематичному каталозі відповідно до прийнятої системи класифікації. Вишівські бібліотеки застосовують Універсальну десяткову класифікацію (УДК) для розділів природних і технічних наук і таблиці бібліотечно-бібліографічної класифікації (ББК) для розділів суспільних наук. Абетково-предметний покажчик (АПП) — допоміжний апарат до систематичного каталогу, що представляє перелік предметних рубрик, що розкривають вміст поданих у систематичному каталозі документів із вказуванням відповідних класифікаційних індексів. АПП скорочує шлях пошуку літератури в каталозі. Включає предметні рубрики на літературу, наявну в бібліотеці. Розкриває зміст бібліотечного фонду. АПП постійно поповнюється. Предметні рубрики складаються одночасно із систематизацією книг. На кожній картці АПП записується предметна рубрика та класифікаційний індекс відповідного розділу систематичного каталогу. Картки в АПП розставляють за абеткою, оформляють каталожними роздільниками з бічними виступами, на яких вказують літери та склади.

### Предметний каталог
Каталог, у якому бібліографічні записи розташовуються за абеткою предметних рубрик. Він розкриває вміст фонду та забезпечує простий та оперативний пошук по конкретному питанню, про окремий предмет і близькі предмети. Користуватися предметним каталогом потрібно як енциклопедичним словником. Наприклад: Матеріалознавство потрібно шукати на літеру М, автоматизація — А і т. д. Цей каталог служить доповненням до систематичного.